# Demarcatielijn
Een demarcatielijn of bestandslijn is een overeengekomen scheidingslijn tussen twee partijen. De lijn zorgt ervoor dat twee gebieden worden opgedeeld onder twee groepen/partijen. Hij wordt beslist en besproken aan de hand van democratie. Hij wordt meestal vastgesteld na een wapenstilstand en is een tijdelijke oplossing, doorgaans in afwachting van een definitief akkoord over een grens. Een bekende demarcatielijn is de scheiding die van 22 juni 1940 tot november 1942 bestond tussen het door Duitsland bezette deel van Frankrijk en Vichy-Frankrijk.
Bij het Verdrag van Tordesillas (1494) werd de niet-Europese wereld verdeeld tussen Castilië en Portugal; de demarcatielijn werd gevormd door de meridiaan van 46 graden westerlengte.
De Duitse Bondsrepubliek (West-Duitsland) stelde zich lange tijd op het standpunt dat de bij het verdrag van Zgorzelec (1950) overeengekomen Oder-Neissegrens tussen de Duitse Democratische Republiek (Oost-Duitsland) en de Volksrepubliek Polen slechts een demarcatielijn was en geen volkenrechtelijk erkende grens.

## Enkele demarcatielijnen
- de Demarcatielijn tussen de Duitse bezetter en Vichy-Frankrijk (1940-1942)
- de 17e breedtegraad noord tussen de strijdende partijen in Vietnam; zie DMZ Vietnam
- de Blauwe Linie tussen Israël en Libanon
- de Groene Lijn tussen Israël en Palestina
- de Curzonlijn tussen Polen en bolsjewistisch Rusland
- de Inter-Entity Boundary Line tussen Bosnië en Herzegovina
- de Suzhou tussen de Britse en de Amerikaanse concessie in Shanghai
- de demarcatielijn na het Sotsji-conflict

## Boek
Demarcatielijn is ook de titel van een boek uit 1947 door Willem Brandt.